# Miami megye (Kansas)
Miami megye az Amerikai Egyesült Államokban, azon belül Kansas államban található. Megyeszékhelye és legnagyobb városa Paola. Lakosainak száma 34 191 fő (2020. április 1.). Miami megye Johnson, Linn, Anderson, Cass, Bates, Douglas és Franklin megyékkel határos.

## Népesség
A megye népességének változása:
| Lakosok száma | 32 859 | 32 669 | 32 600 | 32 835 | 32 553 | 34 191 |
|               | 2010   | 2011   | 2012   | 2013   | 2015   | 2020   |